# Assedio di Praga (1742)
L'assedio di Praga del 1742 fu uno degli episodi bellici della guerra di successione austriaca.
Nel giugno del 1742 le forze francesi di stanza a Praga, al comando del maresciallo François-Marie de Broglie, furono circondate dall'esercito austriaco. Una colonna francese riuscì a costringere le truppe austriache ad interrompere per breve tempo l'assedio, giungendo così in soccorso delle truppe francesi asserragliate in città, il che consentì al de Broglie di andarsene, lasciando il comando al maresciallo Bellisle.
Ripreso l'assedio da parte austriaca, le cose per le truppe francesi rinchiuse in città incominciarono a farsi difficili. Gli austriaci, tuttavia, non riuscirono a tenere un controllo troppo stretto tanto che il 16 dicembre il maresciallo Bellisle riuscì a portar fuori dalla città 14 000 dei suoi uomini. Gli austriaci si accorsero solo due giorni dopo che il grosso delle truppe francesi aveva lasciato l'assedio, ma pensarono di aver comunque chiuso a loro ogni via di fuga.  Il Bellisle invece riuscì a portare le sue truppe, marciando arditamente in pieno inverno fuori delle strade di comunicazione ed eludendo così la sorveglianza delle ricognizioni austriache, a raggiungere in quattro giorni la Selva Boema ed in dieci la città di Cheb, sotto controllo francese. I 6 000 fra soldati, graduati ed ufficiali francesi, in gran parte feriti od ammalati, che erano rimasti a Praga, ottennero, con un negoziato, l'autorizzazione dagli austriaci a lasciare la città con l'onore delle armi.
Tra gli ufficiali di Charles Louis Auguste Fouquet de Belle-Isle si distinse in questa occasione anche il fratello minore di quest'ultimo, Louis Charles Armand Fouquet de Belle-Isle.